# Strafford County
Strafford County är ett området i delstaten New Hampshire, USA. Strafford är ett av tio countyn i staten och ligger i den östra delen av New Hampshire. År 2010 hade Strafford County 123 143 invånare. I Den administrativa huvudorten (county seat) är Dover. 

## Geografi
Enligt United States Census Bureau har Strafford County en total area på 994 km². 955 km² av den arean är land och 39 km² är vatten.

### Angränsande countyn
- Carroll County nord
- York County, Maine öst
- Rockingham County syd
- Merrimack County väst
- Belknap County nordväst